# 23e méridien est
En géographie, le 23e méridien est est le méridien joignant les points de la surface de la Terre dont la longitude est égale à 23° est.

## Géographie

### Dimensions
Comme tous les autres méridiens, la longueur du 23e méridien correspond à une demi-circonférence terrestre, soit 20 003,932 km. Au niveau de l'équateur, il est distant du méridien de Greenwich de 2 560 km,.
Avec le 157e méridien ouest, il forme un grand cercle passant par les pôles géographiques terrestres.

### Régions traversées
En commençant par le pôle Nord et descendant vers le sud au pôle Sud, Le 23e méridien est passe par:
| Coordonnées          | Pays, territoire ou mer          | Notes |
| -------------------- | -------------------------------- | --- |
| 90° 00′ N, 23° 00′ E | Océan Arctique                   | |
| 80° 27′ N, 23° 00′ E | Norvège                          | Île de Nordaustlandet, Svalbard                                                                               |
| 79° 16′ N, 23° 00′ E | Mer de Barents                   | |
| 78° 13′ N, 23° 00′ E | Norvège                          | Île de Edgeøya, Svalbard                                                                                      |
| 77° 18′ N, 23° 00′ E | Mer de Barents                   | |
| 72° 25′ N, 23° 00′ E | Océan Atlantique                 | Mer de Norvège                                                                                                |
| 70° 51′ N, 23° 00′ E | Norvège                          | Îles de Sørøya, Seiland, Stjernøya et le continent                                                            |
| 68° 42′ N, 23° 00′ E | Finlande                         | |
| 68° 19′ N, 23° 00′ E | Suède                            | |
| 65° 45′ N, 23° 00′ E | Mer Baltique                     | Golfe de Botnie                                                                                               |
| 63° 49′ N, 23° 00′ E | Finlande                         | |
| 59° 50′ N, 23° 00′ E | Mer Baltique                     | |
| 58° 55′ N, 23° 00′ E | Estonie                          | Île de Hiiumaa                                                                                                |
| 58° 50′ N, 23° 00′ E | Mer Baltique                     | Baie de Kassaar, Estonie                                                                                      |
| 58° 36′ N, 23° 00′ E | Estonie                          | Île de Saaremaa                                                                                               |
| 58° 21′ N, 23° 00′ E | Mer Baltique                     | Golfe de Riga - passe juste à l'ouest de l'île de Ruhnu, Estonie                                              |
| 57° 24′ N, 23° 00′ E | Lettonie                         | |
| 56° 24′ N, 23° 00′ E | Lituanie                         | |
| 54° 22′ N, 23° 00′ E | Pologne                          | Passe juste à l'ouest de Białystok                                                                            |
| 49° 51′ N, 23° 00′ E | Ukraine                          | Oblast de Lviv — passe juste à l'ouest de Sambir Oblast de Transcarpatie — passe juste à l'est de Moukatchevo |
| 48° 00′ N, 23° 00′ E | Roumanie                         | |
| 44° 06′ N, 23° 00′ E | Bulgarie                         | Sur environ 9 km                                                                                              |
| 44° 01′ N, 23° 00′ E | Roumanie                         | |
| 43° 49′ N, 23° 00′ E | Bulgarie                         | |
| 43° 12′ N, 23° 00′ E | Serbie                           | Sur environ 7 km - Point le plus à l'est du pays                                                              |
| 43° 09′ N, 23° 00′ E | Bulgarie                         | |
| 41° 47′ N, 23° 00′ E | Macédoine du Nord                | Sur environ 10 km - Point le plus à l'est du pays                                                             |
| 41° 41′ N, 23° 00′ E | Bulgarie                         | |
| 41° 20′ N, 23° 00′ E | Grèce                            | |
| 40° 22′ N, 23° 00′ E | Mer Méditerranée                 | Mer Égée |
| 39° 33′ N, 23° 00′ E | Grèce                            | |
| 39° 21′ N, 23° 00′ E | Mer Méditerranée                 | Golfe Pagasétique, Mer Égée                                                                                   |
| 39° 01′ N, 23° 00′ E | Grèce                            | Continent et île de Euboea                                                                                    |
| 38° 53′ N, 23° 00′ E | Mer Méditerranée                 | Détroit de l'Euripe, Mer Égée                                                                                 |
| 38° 45′ N, 23° 00′ E | Grèce                            | |
| 38° 13′ N, 23° 00′ E | Golfe des Alcyonides             | |
| 38° 04′ N, 23° 00′ E | Grèce                            | Péloponnèse                                                                                                   |
| 37° 29′ N, 23° 00′ E | Mer Méditerranée                 | Golfe Argolique, Mer Égée                                                                                     |
| 37° 02′ N, 23° 00′ E | Grèce                            | Péloponnèse                                                                                                   |
| 36° 31′ N, 23° 00′ E | Mer Méditerranée                 | |
| 36° 19′ N, 23° 00′ E | Grèce                            | Île de Cythère                                                                                                |
| 36° 09′ N, 23° 00′ E | Mer Méditerranée                 | |
| 32° 39′ N, 23° 00′ E | Libye                            | |
| 20° 01′ N, 23° 00′ E | Tchad                            | |
| 15° 35′ N, 23° 00′ E | Soudan                           | |
| 10° 43′ N, 23° 00′ E | République centrafricaine        | |
| 4° 47′ N, 23° 00′ E  | République démocratique du Congo | |
| 11° 06′ S, 23° 00′ E | Angola                           | |
| 13° 00′ S, 23° 00′ E | Zambie                           | |
| 17° 17′ S, 23° 00′ E | Angola                           | |
| 17° 43′ S, 23° 00′ E | Namibie                          | Bande de Caprivi                                                                                              |
| 18° 01′ S, 23° 00′ E | Botswana                         | |
| 25° 20′ S, 23° 00′ E | Afrique du Sud                   | Nord-Ouest Cap-Nord Cap-Occidental Cap-Oriental Cap-Occidental                                                |
| 34° 04′ S, 23° 00′ E | Océan Indien                     | |
| 60° 00′ S, 23° 00′ E | Océan Austral                    | |
| 70° 06′ S, 23° 00′ E | Antarctique                      | Terre de la Reine-Maud, revendiquée par la Norvège                                                            |